# Кондучалова, Кулийпа
Кулийпа Кондучалова (15 июня 1920, село Кара-Жигач, Пишпекский уезд, Семиреченская область, Туркестанская АССР — 7 сентября 2013, Бишкек) — советский киргизский государственный деятель, министр иностранных дел (1953—1963) и министр культуры Киргизской ССР (1958—1980). Герой Киргизской Республики (2010).

## Биография
В 1938 году окончила Фрунзенский (Бишкекский) педагогический техникум. После его окончания по распределению поехала работать в село Куланак (Тян-Шанская область), где и началась её трудовая педагогическая деятельность. Сначала она работала учителем начальных классов, позже стала завучем семилетней школы, а затем — директором.

## Партийная деятельность
В 1938—1940 гг. — учитель, заведующая учебной частью, директор сельской школы.
С января 1940 г. входит в партийную систему СССР. Сначала она являлась секретарём Тян-Шанского обкома комсомола. Позже была заместителем председателя исполкома Тян-Шанского областного совета депутатов трудящихся, а также лектором Тян-Шанского обкома.
С 1943 по 1945 гг. проходила учёбу в Высшей партийной школе в Москве. После её окончания продолжила свою трудовую деятельность.
- 1945—1947 гг. — заместитель заведующего отдела пропаганды и агитации Фрунзенского обкома КП(б) Киргизии, заместитель редактора журнала «Коммунист», заведующая отделом по делам женщин ЦК КП(б) Киргизии,
- 1947—1948 гг. — секретарь Президиума Верховного Совета Киргизской ССР,
- 1948—1949 гг. — секретарь Джалал-Абадского обкома КП(б) Киргизии по пропаганде и агитации,
- 1949—1952 гг. — заместитель председателя Верховного Совета Киргизской ССР,
- 1952—1953 гг. — заведующая отделом по делам женщин ЦК КП(б) — КП Киргизии
- 1953—1958 гг. — заместитель председателя Совета Министров Киргизской ССР,
- 1953—1963 гг. — министр иностранных дел Киргизской ССР.

С 1958 года по 1980 гг. занимала должность министра культуры Киргизской ССР. За этот период ей было сделано очень многое. Кондучалова лично являлась инициатором нескольких прогрессивных направлений в развитии киргизской культуры. Она дала шанс многим деятелем искусства проявить себя и стать настоящими мастерами своего дела. В период её руководства искусство Кыргызстана приобрело поистине международный резонанс.
Именно с её именем связан расцвет профессионального искусства в Киргизии, воспитание целого ряда поколений квалифицированных кадров культуры.
Избиралась депутатом Верховного Совета СССР 4 и 5 созывов, семь раз избиралась депутатом Верховного Совета Киргизской ССР, делегатом съездов женщин Киргизии.
Умерла 7 сентября 2013 года в Бишкеке. Гражданская Панихида состоялась 9 сентября 2013 года в Киргизском драматическом театре им. Т. Абдымомунова. В этот же день её похоронили на Ала-Арчинском кладбище.

## Награды и звания
- Герой Киргизской Республики (2010)
- ордена «Манас» I и III степеней (2000 и 1997)[5]
- орден Ленина
- орден Трудового Красного Знамени (2 раза)
- орден «Знак Почёта»
- Заслуженный деятель культуры Кыргызской Республики (1995)[5]
- Памятная золотая медаль «Манас-1000» (15 августа 1995)[6]
- Почётная грамота Кыргызской Республики (1994)[5]
- лауреат Международной премии Курманжан датка
- Почётный гражданин Бишкека